# 巴陵郡
巴陵郡（はりょう-ぐん）は、中国にかつて存在した郡。南朝宋から唐代にかけて、現在の湖南省岳陽市一帯に設置された。

## 概要
439年（元嘉16年）、南朝宋により長沙郡の巴陵・蒲圻・下雋と江夏郡の沙陽の4県が分割されて、巴陵郡が立てられた。巴陵郡は湘州に属した。454年（孝建元年）、蒲圻・沙陽の2県が江夏郡に移され、南郡の監利・州陵の2県が巴陵郡に移された。巴陵郡は郢州に転属した。巴陵郡は巴陵・下雋・監利・州陵の4県を管轄した。
南朝斉のとき、巴陵郡は下雋・州陵・巴陵・監利の4県を管轄した。
南朝梁のとき、巴州が置かれ、巴陵郡は巴州に転属した。529年（大通3年）、巴陵郡に度支校尉が置かれた。
589年（開皇9年）、隋が南朝陳を滅ぼすと、巴陵郡は廃止されて、岳州に編入された。606年（大業2年）、岳州は羅州に改称された。607年（大業3年）に州が廃止されて郡が置かれると、羅州が巴陵郡と改称された。巴陵郡は巴陵・華容・沅江・湘陰・羅の5県を管轄した。
621年（武徳4年）、唐が蕭銑を平定すると、巴陵郡は巴州と改められた。623年（武徳6年）、巴州は岳州と改称され、羅県を分離した。742年（天宝元年）、岳州は巴陵郡と改められた。巴陵郡は巴陵・華容・沅江・湘陰・昌江の5県を管轄した。758年（乾元元年）、巴陵郡は岳州と改称され、巴陵郡の呼称は姿を消した。